# 1. Fallschirm-Armee

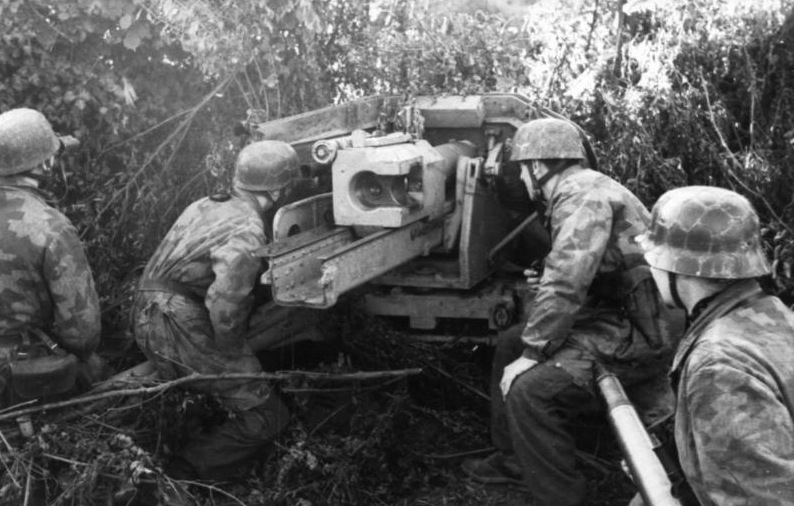
Des artilleurs parachutistes allemands en position de tir en France, 1944.

La 1. Fallschirm-Armee  (en français 1re armée parachutiste) était l'une des armées de la Luftwaffe durant la Seconde Guerre mondiale.
La 1. Fallschirm-Armee a été créée du 5 novembre 1943 au 1er avril 1944 à Nancy à partir du XI. Fliegerkorps pour consolider les différentes Division de Fallschirmjäger et Divisions de campagne (Luftwaffen-Feld-Division). Elle devait défendre un front de 100 kilomètres aux Pays-Bas, entre Anvers et Maastricht, avec une force d'un peu plus de 3 000 hommes. 
D'abord utilisé comme unité de formation, la 1. Fallschirm-Armee est attaché à Heeresgruppe D en France. Lorsque les Alliés débarquent en France, en juin 1944, l'unité passe sous le contrôle direct de l'Oberkommando der Wehrmacht (OKW), tout en continuant ses fonctions de formation. Elle participe pour la première fois à des combats le 4 septembre 1944, dans le Bas-Rhin, désormais associé à Heeresgruppe B. Elle passe ensuite en décembre 1944, sous l'Heeresgruppe H et en avril 1945 directement sous Oberbefehlshaber Nordwest. Au cours de novembre 1944, l'unité est connue sous le nom Armeegruppe Student.

## Historique
Son premier commandant est le Generaloberst (colonel-général) Kurt Student, pionnier de l'air de la Wehrmacht. Au cours de l'opération alliée Market Garden, les hommes de Student jouent un rôle vital, retardant l'avance alliée vers le sud des Pays-Bas. Les 3 000 parachutistes étaient probablement les seules forces de réserve prêtes au combat en Allemagne de l'époque. 
Student a été transféré sur le front de l'Est, et le 18 novembre 1944, le commandement de la Première Armée parachutiste passe au général Alfred Schlemm, qui s'oppose à la Première Armée canadienne durant la bataille du Reichswald. Les troupes de Schlemm sont un amalgame de plusieurs unités collectées dans des divisions d'infanterie en sous-effectif et de groupes de combat ancrés sur la ligne Siegfried. Schlemm, en désaccord avec son entourage, selon laquelle la prochaine attaque des Alliés serait plus au sud, a ordonné que ses troupes construisent des défenses. 
La Première Armée canadienne et le lieutenant-général William Hood Simpson de la 9e armée US compriment les forces de Schlemm dans une petite tête de pont sur la rive ouest du Rhin en face de Wesel. Le 10 mars 1945, l'arrière-garde de la 1. Fallschirm-Armee évacue cette tête de pont en détruisant le pont derrière elle. Schlemm se prépare à répondre aux inévitables traversées de la rivière par les alliés. Schlemm est blessé dans une attaque aérienne sur son poste de commandement à Haltern onze jours plus tard et le 20 mars 1945, le commandement est passé au General der Infanterie Günther Blumentritt. 
Juste avant l'Opération Varsity, la 1. Fallschirm-Armee  possède trois corps stationnés le long de la rivière, le II. Fallschirmkorps (2e corps de parachutistes) au nord, le LXXXVI Korps (86e corps) dans le centre, et le LXIII Korps (63e corps) au sud. De ces formations, le II. Fallschirmkorps et le LXXXVI Korps avaient une frontière commune qui traverse la zone de débarquement pour les divisions aéroportées alliées, ce qui signifie que la formation de premier plan de chaque corps serait face à l'assaut aérien, c'est-à-dire de la 7e division de parachutistes et la 84e Division d'infanterie. Après leur retraite sur le Rhin, les deux divisions sont en sous-effectif à cause des pertes et ne comptent pas plus de 4 000 hommes chacune, avec la 84e Division d'infanterie appuyée par qu'une cinquantaine de pièces d'artillerie. 
Dans les derniers jours de la guerre, le commandement passa une fois de plus à Student (10 avril) et enfin à Erich Straube.
Le 1. Fallschirm-Armee a combattu à :
| du 17 septembre 1944 au 26 septembre 1944 |  | Arnhem et Nijmegen            |
| du 27 septembre 1944 au 7 février 1945    |  | Maas et Waal [réf. souhaitée] |
| du 7 février 1945 au 13 février 1945      |  | Reichswald                    |
| du 14 février 1945 au 10 mars 1945        |  | Rheine et Xanten              |
| du 10 mars 1945 au 22 mars 1945           |  | Rheine                        |
| du 23 mars 1945 au 8 mai 1945             |  | Ems et Weser                  |

## Commandement
| Début           | Fin             | Grade         | Nom                 |
| --------------- | --------------- | ------------- | ------------------- |
| 1er mars 1944   | 4 novembre 1944 | Generaloberst | Kurt Student        |
| 4 novembre 1944 | 28 mars 1945    | Generaloberst | Alfred Schlemm      |
| 28 mars 1945    | 10 avril 1945   | Generaloberst | Günther Blumentritt |
| 10 avril 1945   | 28 avril 1945   | Generaloberst | Kurt Student        |
| 28 avril 1945   | 8 mai 1945      | Generaloberst | Erich Straube       |

## Représentant permanent
| Début         | Fin              | Grade           | Nom                 |
| ------------- | ---------------- | --------------- | ------------------- |
| 1er mars 1944 | 15 novembre 1944 | Generalleutnant | Walter Lackner (de) |

## Chef d'état-major
| Début         | Fin           | Grade           | Nom                   |
| ------------- | ------------- | --------------- | --------------------- |
| 1er mai 1944  | 20 août 1944  | Generalleutnant | Wolfgang Erdmann (de) |
| 20 août 1944  | Novembre 1944 | Oberst          | Reinhard              |
| Novembre 1944 | 8 mai 1945    | Oberst          | Ernst Kusserow (de)   |

## Quartier Général
Le Quartier Général se déplace suivant l'avancement du front.
| Début          | Fin            | Ville             |
| -------------- | -------------- | ----------------- |
| Juillet 1944   | Septembre 1944 | Nancy             |
| Septembre 1944 | Octobre 1944   | Eindhoven         |
| Octobre 1944   | Décembre 1944  | Dinxperlo         |
| Mars 1945      | Mai 1945       | Région de Dorsten |

## Unités de la 1. Fallschirm-Armee
- Höherer Artilleriekommandeur der Fallschirm-Armee 1
- Fallschirm-Jäger-Lehr-Regiment 21
- Fallschirm-Panzer-Regiment 1  (d'abord 21)
- Fallschirm-Radfahrer-Bataillon 1
- Fallschirm-Sturmgeschütz-Brigade 21
- Schwere Werfer-Abteilung der Fallschirm-Armee 1
- Fallschirm-Pioneer-Regiment 1
- Fallschirms-Armee-Nachrichten-Regiment 1
- Fallschirm-Nachschub-Abteilung 21
- Transport-Abteilung der Fallschirm-Armee 1
- Kranken-Transport-Abteilung der Fallschirm-Armee 1
- Fallschirm-Armee-Waffenschule 21
- Sturm-Bataillon der Fallschirm-Armee
- Feldersatz-Regiment der Fallschirm-Armee
- Genesenden-Bataillon der Fallschirm-Armee 1

## Unités subordonnées
| À la date de      | Korps                                             | Divisions |
| ----------------- | ------------------------------------------------- | --- |
| 16 septembre 1944 | LXXXVIII. AK                                      | 353. ID, 176. ID, 6. FJD, 84. ID, 89. ID, 85. ID, 179. ID                                                         |
| 13 octobre 1944   | LXXXVI. AK II. FsAK II. SS XII. SS Reserve        | 176. ID, 180. ID, Panzer-Brigade 107 190. ID, 84. ID, 406. ID 10. SS Div., 9. SS Div., 9. Pz.Div. 363. ID 526. ID |
| 5 novembre 1944   | II. FsAK II. SS 15. Armee                         | 190. ID, 84. ID 10. SS Div., 363. ID ?                                                                            |
| 26 novembre 1944  | LXXXVI. AK II. FsAK Reserve                       | 606. Div, 180. ID, 7. FJD 190. ID, 84. ID 85. ID, LXVII.AK, 363. ID                                               |
| 31 décembre 1944  | II. FsAK LXXXVI. AK Reserve                       | 606. Div 190. ID, 180. ID, 84. ID 7. FJD, Korps Feldt                                                             |
| 19 février 1945   | II. FsAK LXXXVI. AK XXXXVII. AK Reserve           | 8. FJD, 190. ID 180. ID, 7. FJD, 15. ID 84. ID, 116. PD, 6. FJD Korps Feldt, LXIII. AK, Panzer Lehr Div.          |
| 1er mars 1945     | LXIII. AK LXXXVI. AK II. FsAK XXXXVII. AK Reserve | 406. ID 190. ID 7. FJD, 8. FJD 84. ID, 116. PD, 6. FJD Korps Feldt, 15. ID, 180. ID, Panzer Brigade 106           |
| 12 avril 1945     | LXXXVI. AK II. FsAK                               | 15. ID, 325. ID, 471. ID, Pz. Vb. Großdeutschland 245. ID, 7. FJD, 8. FJD                                         |